# One Deep River
One Deep River è il decimo album discografico del cantautore e chitarrista britannico Mark Knopfler, pubblicato il 12 aprile 2024 dalla British Grove Records.

## Tracce
Testi e musiche di Mark Knopfler.
1. Two Pairs of Hands – 4:05
2. Ahead of the Game – 3:56
3. Smart Money – 4:27
4. Scavengers Yard – 4:33
5. Black Tie Jobs – 2:57
6. Tunnel 13 – 5:27
7. Janine – 4:42
8. Watch Me Gone – 5:02
9. Sweeter Than the Rain – 4:16
10. Before My Train Comes – 4:04
11. This One's Not Going to End Well – 4:00
12. One Deep River – 4:17

Durata totale: 51:46

## Formazione
- Mark Knopfler – voce e chitarre
- Glenn Worf – basso elettrico (tracce 1, 3-9, 11 e 12) e contrabbasso (tracce 2 e 10)
- Richard Bennett – chitarra elettrica (tracce 1, 2 e 11), chitarra acustica (tracce 3-10 e 12) e bouzouki (traccia 9)
- Jim Cox – pianoforte digitale (traccia 1), pianoforte (tracce 2, 3, 5 e 7-11), Wurlitzer (traccia 6) e organo Hammond (traccia 12)
- Guy Fletcher – sintetizzatori (tracce 1–4, 6, 7 e 9–12), Mellotron (traccia 5) e armonium (traccia 6)
- Danny Cummings – percussioni
- Ian Thomas – batteria
- Greg Leisz – lap steel guitar (tracce 1 e 4), chitarra acustica (tracce 2 e 3) e pedal steel guitar (tracce 3 e 5-12)
- John McCusker – violino (traccia 11)
- Michael McGoldrick – low whistle e uillean pipes (traccia 11)
- Emma Topolski e Tamsin Topolski – cori (tracce 3, 5–8 e 10–12)